# Carlotta Ordassy
Carlotta Ordassy (Ordassy Sári (születési nevén Ordassy Sarolta) férjezett nevén Carlotta Baransky) (Budapest, 1921. május 2. – Cortland, New York, 2006. október 11.) magyar származású amerikai opera-énekesnő (szoprán, mezzoszoprán). Két évtizeden át a Metropolitan Opera egyik legtöbbet foglalkoztatott comprimario énekese volt. Leghíresebb szerepe Alisa a Lammermoori Luciában, amit 118-szor énekelt.

## Élete
1947-ben végzett a budapesti Zeneakadémián. Még ebben az évben második helyet ért el Victoria de los Ángeles mögött a rangos Genfi Nemzetközi Zenei Versenyen. A következő években Gina Cigna tanítványa volt Milánóban. Miután befejezte a La Scala posztgraduális képzőjét, itt debütált 1950-ben a Varázsfuvola Második hölgyeként Otto Klemperer vezényletével.
Még Milánóban ismerkedett meg az ukrán származású basszistával, Wolodimir Baranskyval, akivel Manhattanben 1950-ben össze is házasodott. A New Yorkba áttelepült Ordassy számára további énektanulmányok következtek. Előbb ösztöndíjat kapott, majd a Metropolitan Opera Auditions of the Air versenyen elért eredménye alapján 1956-ban szerződtette a város vezető operaháza. 1957. január 22-én debütált A walkür Gerhildéjeként. (Ugyanezen az előadáson mutatkozott be a gyémántpatkó közönségének Wolfgang Windgassen és Marianne Schech is.)
Két évtizedes működése alatt a három legtöbbet énekelt szerepe Alisa volt a Lammermoori Luciában (többek közt Dame Joan Sutherland és Ágai Karola partnereként, 118-szor), Giovanna a Rigolettóban (109-szer) és Curra a Végzet hatalmában (63-szor). Búcsúfellépte 1977. június 11-én volt Inès szerepében Verdi Trubadúrjában. (Ez a Metnek egy a Virginia állambeli Viennában való előadása volt.)
A húsz szezon alatt összesen 761 alkalommal lépett a közönség elé, ami előkelő helyet biztosít neki a Metropolitan előadásszám szerinti rangsorában.

## Szerepei
- Vincenzo Bellini: Norma – Clotilde
- Georges Bizet: Carmen – Micaëla; Frasquita
- Pjotr Iljics Csajkovszkij: A pikk dáma – Masa
- Gaetano Donizetti: Lammermoori Lucia – Alisa
- Friedrich von Flotow: Márta – Harmadik cseléd
- Charles Gounod: Faust – Marthe
- Engelbert Humperdinck: Jancsi és Juliska – Gertrúd
- Leoš Janáček: Jenůfa – A bíró felesége
- Pietro Mascagni: Parasztbecsület – Lucia
- Gian Carlo Menotti: Az utolsó barbár – Üzletasszony [USA bemutató]
- Wolfgang Amadeus Mozart: A varázsfuvola – Második hölgy
- Giacomo Puccini: Pillangókisasszony – Kate Pinkerton
- Giacomo Puccini: Angelica nővér – A szigorú nővér
- Richard Strauss: Elektra – A felügyelőnő; Negyedik cselédlány
- Richard Strauss: A rózsalovag – Marianne
- Richard Strauss: Az árnyék nélküli asszony – A sólyom hangja
- Giuseppe Verdi: Nabucco – Anna
- Giuseppe Verdi: Ernani – Giovanna
- Giuseppe Verdi: Macbeth – Udvarhölgy
- Giuseppe Verdi: A trubadúr – Ines
- Giuseppe Verdi: Rigoletto – Giovanna
- Giuseppe Verdi: La Traviata – Flora Bervoix
- Giuseppe Verdi: A végzet hatalma – Curra
- Giuseppe Verdi: Aida – Főpapnő
- Richard Wagner: A walkűr – Gerhilde; Ortlinde
- Richard Wagner: Istenek alkonya – Harmadik norna
- Malcolm Williamson: A boldog herceg – Anya